# 宏立师太墓塔
宏立师太墓塔位于中国浙江省宁波市鄞州区五乡镇宝同村同岙自然村青莲茅蓬南侧山麓，民国墓葬，主体坐西向东，由围墙、神道、祭台、墓塔等组成，围墙由乱石堆砌，神道位于中轴线，现为混凝土地，两侧栽柏树、水杉，祭台包括墓碑，位于墓和墓塔前，墓塔建于民国十三年（1924年），2010年9月公布为鄞州区文物保护单位:432。